# الساندرو لومباردی
الساندرو لومباردی (انگلیسی: Alessandro Lombardi؛ زادهٔ ۲۱ ژانویهٔ ۲۰۰۰) بازیکن فوتبال اهل ایتالیا است.